# ماري لويز أميرة أورليان
ماري لويز أميرة أورليان (بالفرنسية: Marie-Louise d'Orléans)‏ (31 ديسمبر 1896 - 8 مارس 1973) كانت ابنة الأمير إيمانويل، دوق فاندوم وهنريتا أميرة بلجيكا.